# De som sår under tårar
De som sår under tårar är en psalm med text ur Psalm 126. Musiken är från 6:e psalmtonen.

## Publicerad som
- Nr 918 i Psalmer i 90-talet under rubriken "Psaltarpsalmer och Cantica".